# Adelphomyia carbonicolor
Adelphomyia carbonicolor är en tvåvingeart som beskrevs av Alexander 1931. Adelphomyia carbonicolor ingår i släktet Adelphomyia och familjen småharkrankar. Inga underarter finns listade i Catalogue of Life.